# Aphaenogaster ledouxi
Aphaenogaster ledouxi é uma espécie de inseto do gênero Aphaenogaster, pertencente à família Formicidae.